# Безпосереднє підпорядкування імператору
Безпосереднє підпорядкування імператору (нім. Reichsfreiheit чи Reichsunmittelbarkeit) або імперський статус — привілейований феодальний або політичний статус у Священній Римській імперії, який могли мати міста, релігійній організації, феодальні князівства або невеликі феодальні володіння. 
Місто, абатство або територія зі статусом «імперської» перебувала під безпосередньою владою імператора і рейстагу. Перевага цього статусу була в тому, що території, яким його було надано, могли самостійно збирати податки і мита, а також чинити правосуддя. 
Поняття «імперський» втратило актуальність після проведення німецької медіатизації 1803—06 років.